# Long Hồ (dinh)

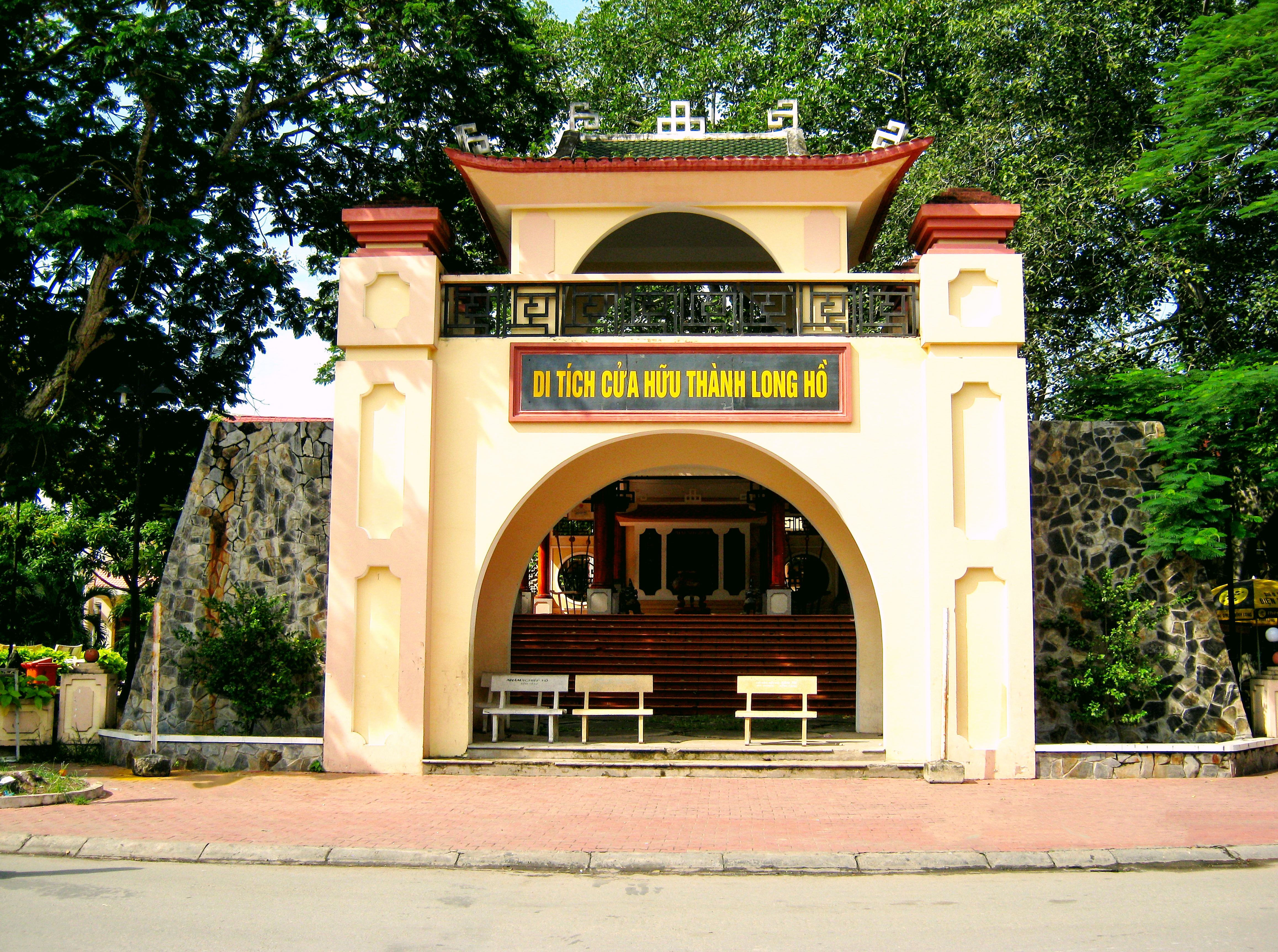
Cửa Hữu thành Long Hồ (phục dựng để kỷ niệm)

Dinh Long Hồ hay Long Hồ dinh (chữ Hán: 龍湖營) là một địa danh cũ ở miền Nam vào thời chúa Nguyễn trong lịch sử Việt Nam.

## Lịch sử

### Nguyên nhân thành lập
Do điều kiện lịch sử và địa lý, công cuộc mở rộng lãnh thổ về phương Nam vẫn luôn là mối quan tâm hàng đầu của các chúa Nguyễn.
Bởi vậy, tiếp tục đường lối của cha ông, sau khi lực lượng Prea Sot (Sá Tốt) từ Chân Lạp kéo sang quấy nhiễu ở Sài Gòn bị đánh đuổi, chúa Nguyễn Phúc Chú (hay Trú, ở ngôi: 1725-1738) liền sai đặt sở Điều khiển ở Sài Gòn, đồng thời lập châu Định Viễn, dựng dinh (doanh) Long Hồ, để cai quản hai vùng đất mới là Peam Mesar (Mỹ Tho) và Longhôr (Vĩnh Long) do vua Chân Lạp là Sâtha (Nặc Tha) vừa dâng để cầu hòa sau vụ Prea Sot.
Sử nhà Nguyễn chép: 
Năm Nhâm Tý thứ 7 (1732), ngài (Nguyễn Phúc Chú), thấy đất Gia Định (lúc bấy giờ chỉ toàn Nam Kỳ) rộng rãi quá, bèn sai các quan chia đất ấy đặt châu Định Viễn, dựng dinh Long Hồ.
Theo Đào Duy Anh, thì châu và dinh ấy ở phía tây nam dinh Phiên Trấn, và lệ thuộc vào phủ Gia Định.

### Trở thành một dinh trấn quan trọng

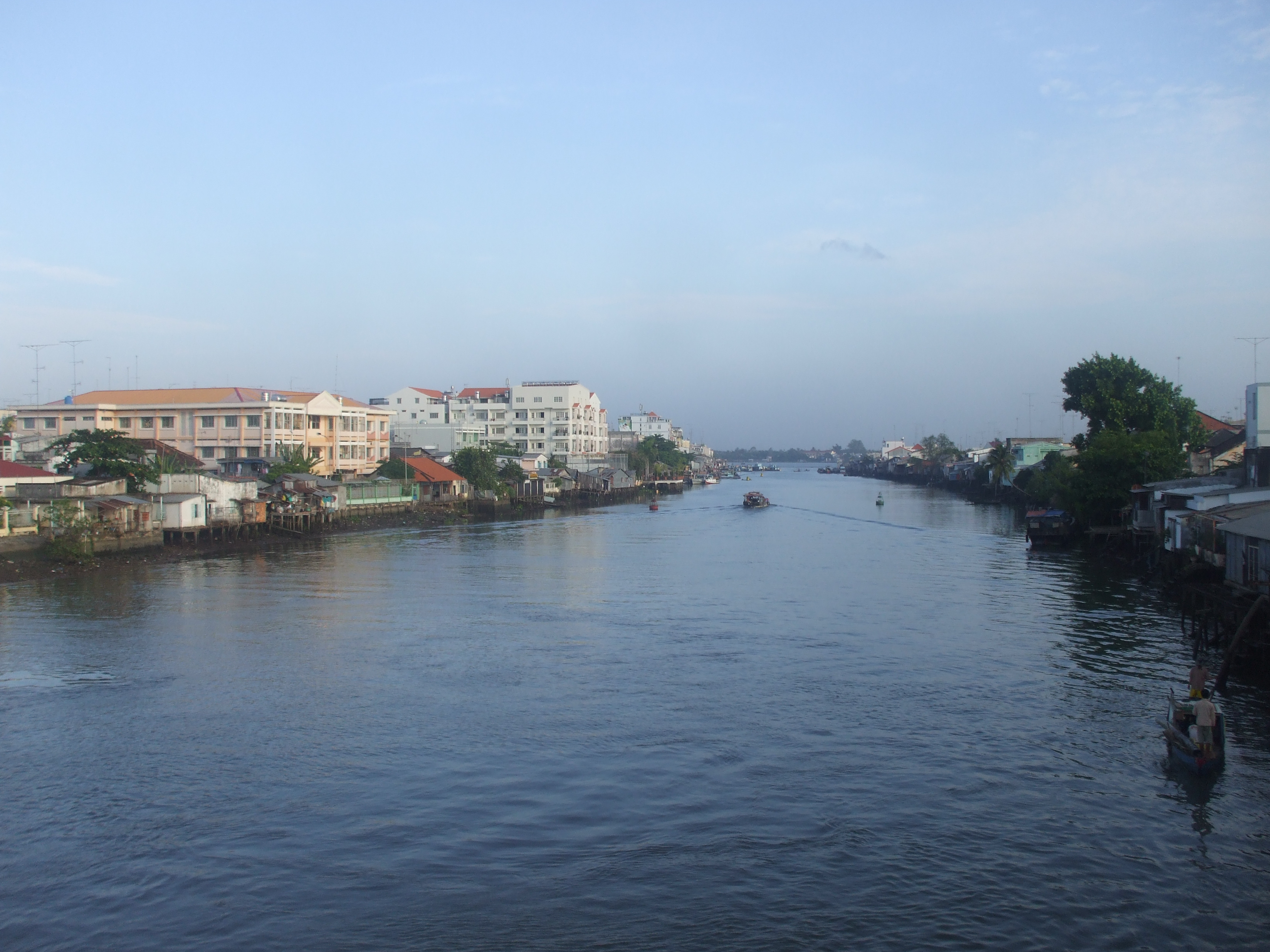
Một đoạn sông Long Hồ chảy qua lỵ sở Long Hồ dinh, tức thành phố Vĩnh Long ngày nay

Buổi đầu, trị sở dinh Long Hồ đặt ở thôn An Bình Đông, thuộc xứ Cái Bè nên còn gọi là dinh Cái Bè (lỵ sở châu Định Viễn cũng đặt tại đây, nay là thị trấn Cái Bè, huyện Cái Bè, tỉnh Tiền Giang). Các chức vụ đầu dinh có lưu thủ, cai bạ và ký lục trông coi việc quân sự, hành chính và thuế vụ cho cả một miền đất rộng lớn.
Năm Mậu Ngọ (1738), chúa Nguyễn Phúc Khoát nối ngôi, thì năm sau (1739), Long Hồ dinh có thêm bốn huyện nữa do đô đốc Mạc Thiên Tứ đem dâng, đó là: Long Xuyên (vùng Cà Mau), Kiên Giang (vùng Rạch Giá), Trấn Giang (vùng Cần Thơ), Trấn Di (vùng phía Bắc tỉnh Bạc Liêu). 
Sau đó, chúa Nguyễn đem tất cả những miền đất phương Nam đã mở mang đặt thành ba dinh và một trấn là: Trấn Biên dinh (vùng Biên Hòa), Phiên Trấn dinh (vùng Gia Định), Long Hồ dinh (vùng Vĩnh Long) và Hà Tiên trấn (vùng Hà Tiên).
Năm Quý Dậu (1753) thời vua Nặc Nguyên làm vua Chân Lạp, người Côn Man (tức người Chiêm Thành sang làm ăn tại xứ ấy) bị hà hiếp. Lại được tin ông vua này vừa thông sứ với chúa Trịnh để lập mưu đánh mình, lập tức chúa Nguyễn Phúc Khoát sai Nguyễn Cư Trinh sang đánh Nặc Nguyên, giải thoát được khoảng 5.000 người Côn Man. Bị truy nã, năm 1755, Nặc Nguyên chạy sang Hà Tiên nhờ Mạc Thiên Tứ tâu lên chúa Nguyễn xin dâng hai vùng là Tầm Bôn và Lôi Lạp (nay là Tân An và Gò Công) để tạ tội. Năm Bính Tý (1756), chúa Nguyễn cho sáp nhập hai phủ này vào châu Định Viễn, thuộc Long Hồ dinh.
Năm Đinh Sửu (1757), vua Chân Lạp là Nặc Tôn dâng đất Tầm Phong Long (vùng Châu Đốc, Sa Đéc, Tân Châu ngày nay) để tạ ơn chúa Nguyễn, vì đã điều động tướng Trương Phúc Du lấy lại ngôi vị cho mình. Chúa Nguyễn lại sai đem đất ấy sáp nhập vào Long Hồ dinh.
Cũng ngay năm này, theo đề nghị của ký lục dinh Long Hồ là Nguyễn Cư Trinh và thống suất Trương Phước Du, chúa Nguyễn thuận cho dời trị sở dinh Long Hồ và châu Định Viễn về xứ Tầm Bào thuộc địa phận Long Hồ thôn (tức vùng chợ Vĩnh Long ngày nay). Cử Tống Phước Hiệp làm lưu thủ, đồng thời chúa Nguyễn còn cho lập ba đạo để hỗ trợ việc coi giữ đó là: Đông Khẩu (ở phía Nam Sa Đéc), Tân Châu (ở đầu Cù lao Giêng, không phải tại thị xã Tân Châu bây giờ) và Châu Đốc.
Đến lúc ấy, Long Hồ dinh là một dinh trấn quan trọng ở phía Nam xứ Đàng Trong, và trung tâm đầu não của nó có trách nhiệm cai quản cả một vùng đất rộng lớn. Đề cập đến vai trò này, nhà văn Sơn Nam viết:
Kiểm soát sông Tiền, sông Hậu là vấn đề mà các chúa Nguyễn luôn quan tâm, nhất về mặt quân sự và về canh tác. Muốn dùng binh lên Cao Miên, phải cho chiến thuyền đi ngược sông Tiền để đến Nam Vang. Và đây còn là cuộc đất lý tưởng "sông sâu nước chảy" với những bờ đất phù sa cao ráo, rất thuận lợi cho việc trồng trọt...
Dinh Long Hồ kiểm soát được hai con sông lớn ấy. Đồng thời dinh này còn bao trùm luôn vùng biển vịnh Xiêm La với Long Xuyên đạo (Cà Mau), Kiên Giang đạo (Rạch Giá), chỉ trừ vùng Ba Thắc (Sóc Trăng) nơi người Miên sống quá tập trung thì việc cai trị vẫn thuộc về họ.
Tháng 11 (âm lịch) năm Kỷ Hợi (1779), chúa Nguyễn Phúc Ánh duyệt lại bản đồ các dinh trong Gia Định, rồi cho dời thủ phủ Long Hồ dinh đến cù lao Hoằng Trấn ở giữa sông Hậu. Sách Quốc triều Chính biên toát yếu (tr. 27) chép:
Tháng 11 (âm lịch) năm Kỷ Hợi (1779), đổi dinh Long Hồ làm Hoằng Trấn, lãnh việc coi châu Định Viễn và ba tổng là Bình An, Bình Dương và Tân An.
Tuy nhiên, chỉ mới năm sau (Canh Tý, 1780), thì lại cho lui về nơi cũ. Trịnh Hoài Đức giải thích:
Năm Kỷ Hợi (1779), đổi tên gọi là dinh Hoằng Trấn, lỵ sở ở chỗ ngày nay tục gọi là bãi Bà Lúa. Năm Canh Tý (1780), vì nghĩ rằng khi nước Cao Miên hữu sự, ở xa khó bề chế ứng nên phải đem lỵ sở trở lại đất thôn Long Hồ...
Năm 1779, trên giấy tờ, địa danh Long Hồ dinh xem như không còn tồn tại nữa. Kể từ đó, Long Hồ dinh xưa lần lượt trải qua các tên gọi khác và địa phận cai quản của nó cũng bị thu hẹp dần:
-Năm 1779-1804: gọi là Hoằng Trấn dinh. Tuy nhiên, vẫn có người gọi theo tên cũ là Long Hồ dinh.
-Năm 1804-1808 gọi là Trấn Vĩnh dinh (hay Vĩnh Trấn dinh).
-Tháng Giêng năm 1808- 1832 gọi là Vĩnh Thanh trấn
-Năm Nhâm Thìn (1832), vua Minh Mạng chia Nam Kỳ thành lục tỉnh (Biên Hòa, Gia Định, Định Tường, Vĩnh Long, An Giang, Hà Tiên), thì Vĩnh Thanh trấn trở thành Vĩnh Long tỉnh cai quản 4 phủ, 8 huyện, 47 tổng.
Hiện nay, địa danh Long Hồ chỉ còn là tên của một con sông (sông Long Hồ) chảy qua một địa phận cùng tên đó là huyện Long Hồ thuộc tỉnh Vĩnh Long.

### Hoàn thành vai trò lịch sử

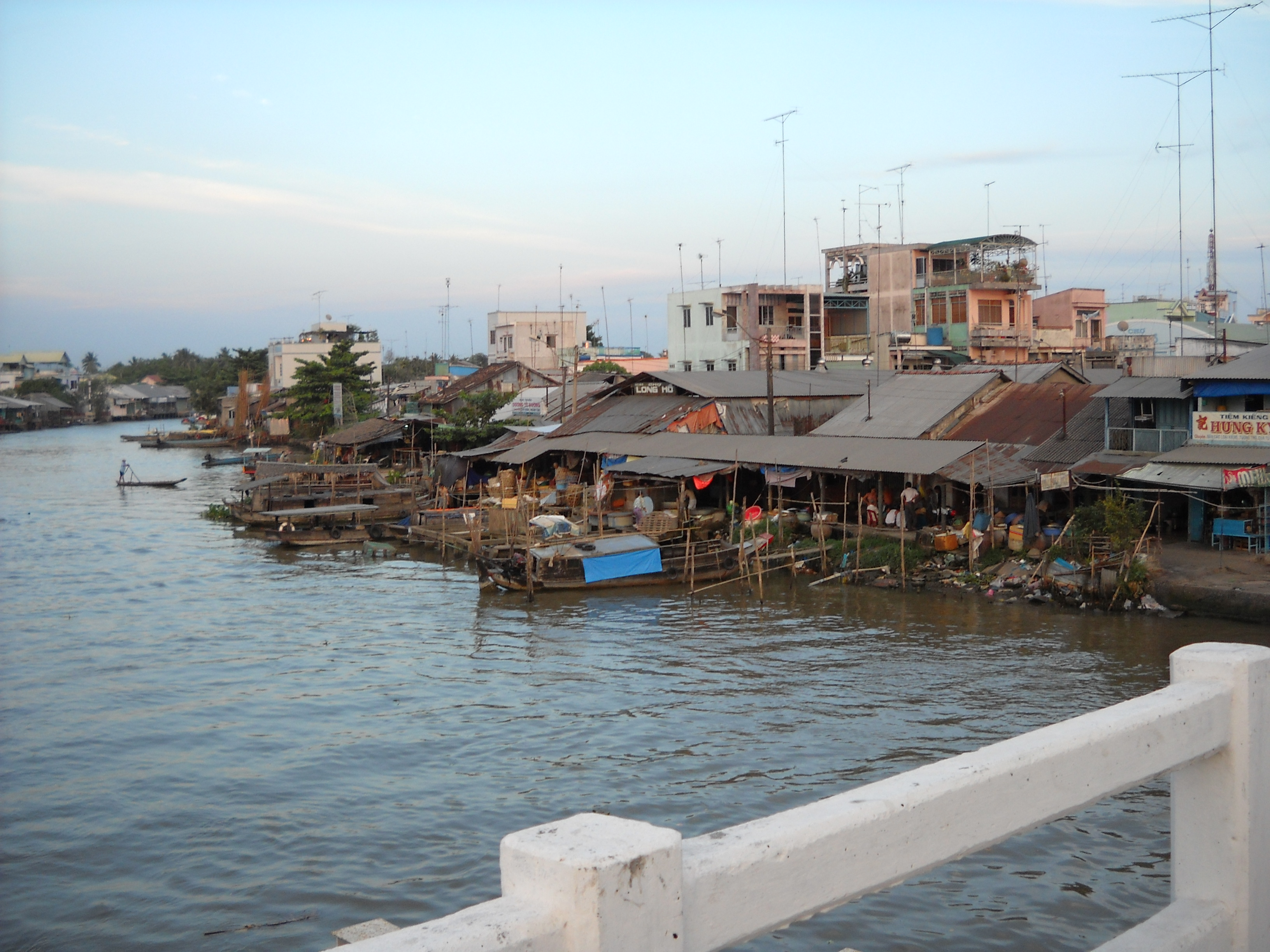
Chợ Long Hồ bên ngã ba sông Long Hồ

Theo Đại Nam nhất thống chí, thì đất Tầm Bào (nơi đặt trị sở Long Hồ dinh ở Vĩnh Long) là một vùng đất màu mỡ do phù sa con sông Cổ Chiên bồi đắp, sông có nước đục nhưng ngọt quanh năm, rất thuận tiện việc trồng tỉa, chăn nuôi và sinh hoạt của cư dân...
Nhờ vậy, địa phận Long Hồ thôn, nhanh chóng trở thành một trung tâm quan trọng về nhiều mặt suốt một thời gian dài. Trong một bài viết trên báo Vĩnh Long có đoạn:
Năm 1732, Long Hồ dinh ra đời định vị một cuộc đất quan trọng đối với phương Nam về mặt quân sự, chính trị, kinh tế, văn hóa... Và trong suốt 277 năm đồng hành cùng những biến cố thăng trầm của lịch sử, Long Hồ dinh–Vĩnh Long đã hoàn thành xuất sắc vai trò sứ mạng lịch sử của mình.
Đặc biệt về mặt quân sự, ngoài những trận đối đầu ác liệt giữa quân chúa Nguyễn và quân Tây Sơn, sử cũ còn ghi lại nhiều trận giao chiến dữ dội giữa quân Việt với quân Xiêm và quân Chân Lạp ở những vùng đất mà Long Hồ dinh cai quản, và lần nào trị sở Long Hồ dinh ở Vĩnh Long cũng đều đảm nhận vai trò là đại bản doanh, là đầu não của quân đội Việt ở phía cực Nam.
Mãi đến thời thực dân Pháp sang xâm lược Việt Nam, vai trò này vẫn tiếp tục tồn tại mặc dù tên dinh trấn đã khác. Và nó chỉ thật sự chấm dứt kể từ khi lão thần nhà Nguyễn là Phan Thanh Giản tuẫn tiết và quân Pháp chiếm trọn Nam Kỳ năm 1867.

## Sách tham khảo chính
- Trịnh Hoài Đức, Gia Định thành thông chí in trong Tổng tập dư địa chí Việt Nam (tập 3). Nhà xuất bản Thanh Niên, 2012.
- Quốc sử quán triều Nguyễn, Quốc triều sử toát yếu (phần Chính biên). Nhà xuất bản Văn Học, 2002.
- Đào Duy Anh, Đất nước Việt Nam qua các đời in trong Tổng tập dư địa chí Việt Nam (tập 2). Nhà xuất bản Thanh Niên, 2012.
- Sơn Nam, Lịch sử khẩn hoang miền Nam. Nhà xuất bản Văn Nghệ Thành phố Hồ Chí Minh, 1994.
- Huỳnh Minh, Vĩnh Long xưa. Nhà xuất bản Thanh Niên in lại năm 2002.